# Carbon County (Montana)
Carbon County ist ein County im Bundesstaat Montana der Vereinigten Staaten. Der Sitz der Countyverwaltung (County Seat) befindet sich in Red Lodge.

## Demografische Daten

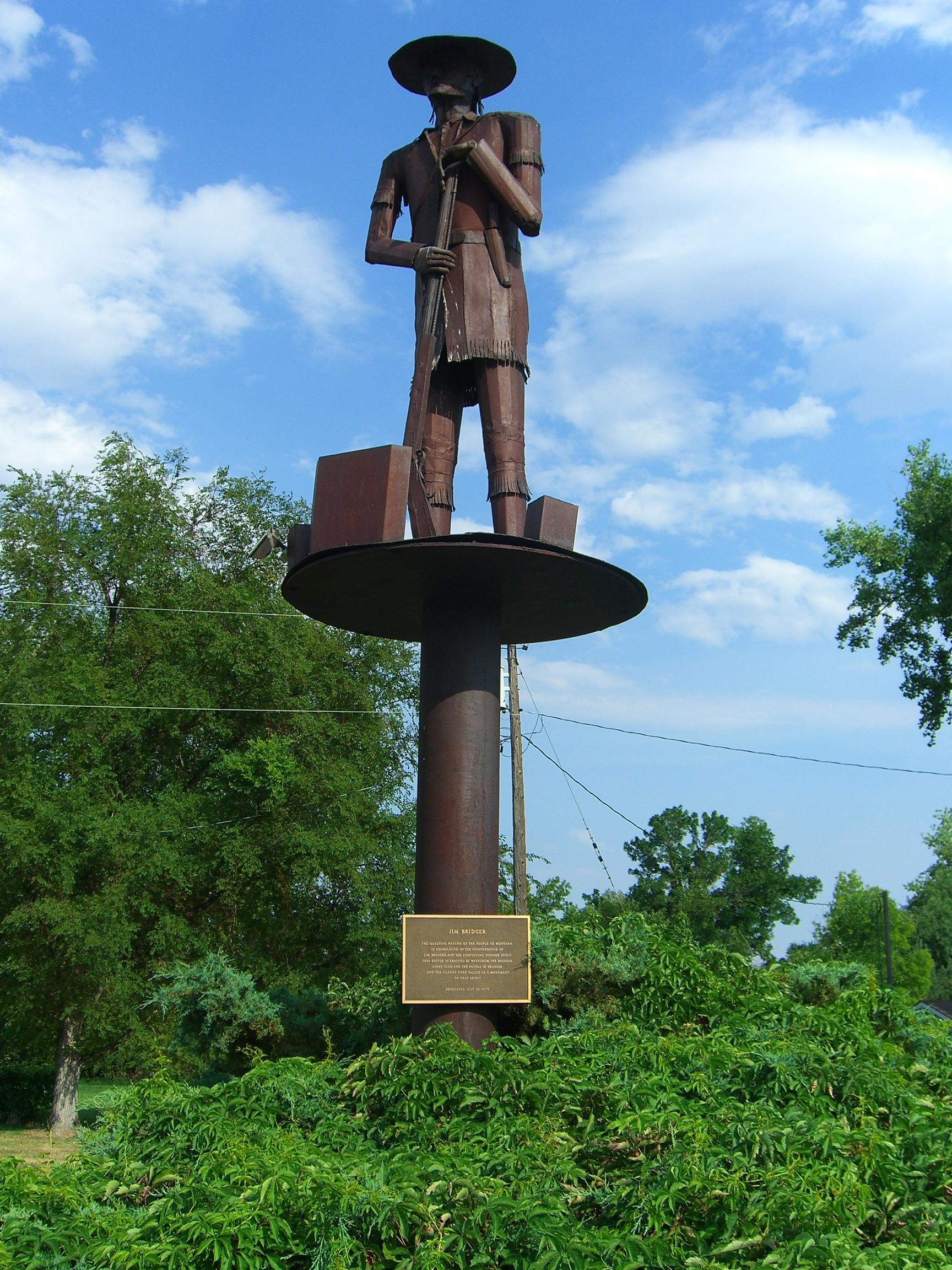
Monument zu Ehren von Jim Bridger

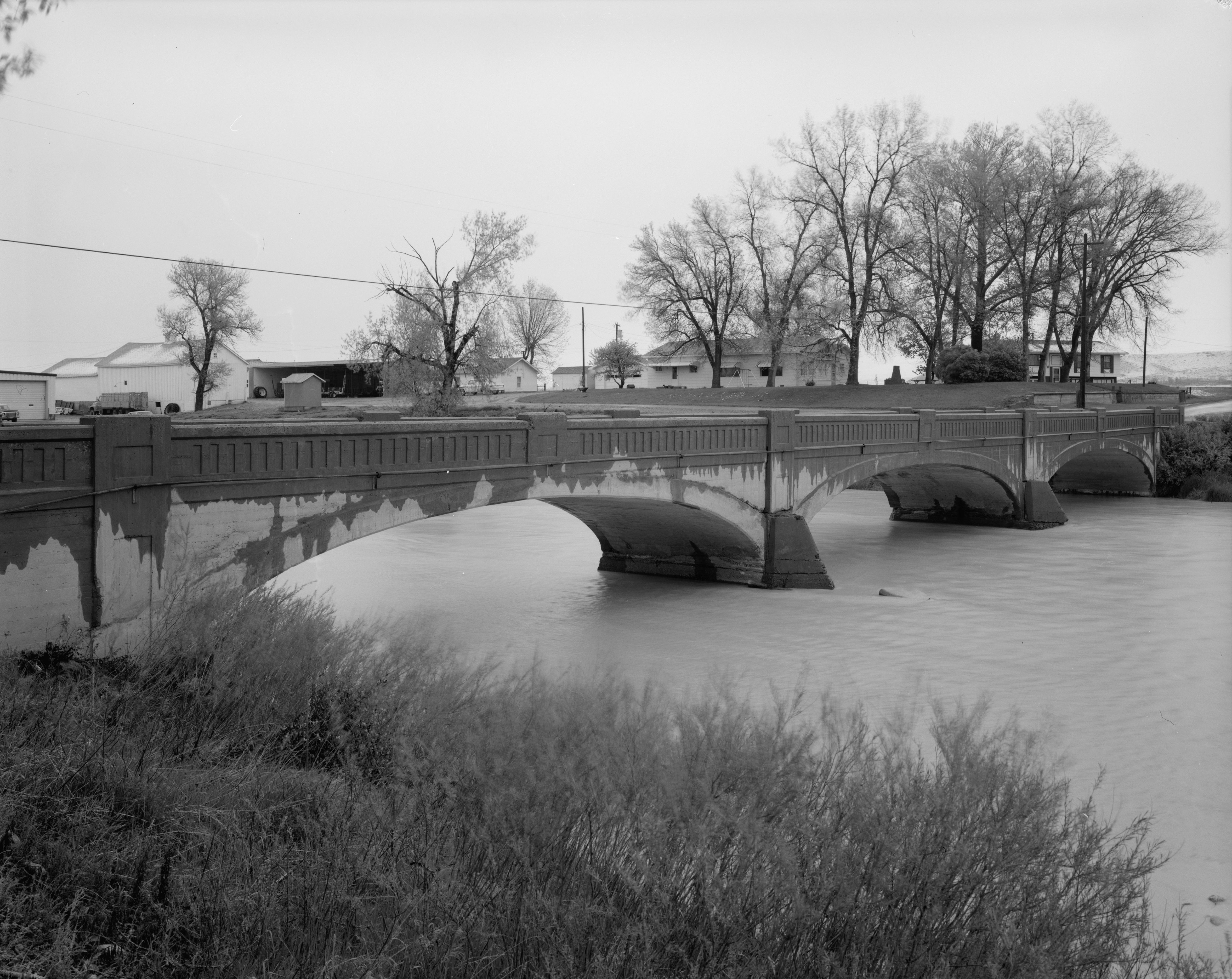
Fromberg Concrete Arch Bridge, gelistet im NRHP

Nach der Volkszählung im Jahr 2000 lebten im County 9.552 Menschen. Es gab 4.065 Haushalte und 2.707 Familien. Die Bevölkerungsdichte betrug 2 Einwohner pro Quadratkilometer. Ethnisch betrachtet setzte sich die Bevölkerung zusammen aus 97,07 % Weißen, 0,25 % Afroamerikanern, 0,68 % amerikanischen Ureinwohnern, 0,36 % Asiaten, 0,00 % Bewohnern aus dem pazifischen Inselraum und 0,65 % aus anderen ethnischen Gruppen; 0,99 % stammten von zwei oder mehr ethnischen Gruppen ab. 1,77 % der Bevölkerung waren spanischer oder lateinamerikanischer Abstammung.
Von den 4.065 Haushalten hatten 28,40 % Kinder und Jugendliche unter 18 Jahre, die bei ihnen lebten. 56,70 % waren verheiratete, zusammenlebende Paare, 6,70 % waren allein erziehende Mütter. 33,40 % waren keine Familien. 28,80 % waren Singlehaushalte und in 12,10 % lebten Menschen im Alter von 65 Jahren oder darüber. Die Durchschnittshaushaltsgröße betrug 2,32 und die durchschnittliche Familiengröße lag bei 2,86 Personen.
Auf das gesamte County bezogen setzte sich die Bevölkerung zusammen aus 24,00 % Einwohnern unter 18 Jahren, 5,70 % zwischen 18 und 24 Jahren, 26,10 % zwischen 25 und 44 Jahren, 27,30 % zwischen 45 und 64 Jahren und 16,80 % waren 65 Jahre alt oder darüber. Das Durchschnittsalter betrug 42 Jahre. Auf 100 weibliche Personen kamen 100,40 männliche Personen, auf 100 Frauen im Alter ab 18 Jahren kamen statistisch 97,30 Männer.
Das jährliche Durchschnittseinkommen eines Haushalts betrug 32.139 USD, das Durchschnittseinkommen der Familien betrug 38.405 USD. Männer hatten ein Durchschnittseinkommen von 30.226 USD, Frauen 19.945 USD. Das Prokopfeinkommen betrug 17.204 USD. 11,60 % der Bevölkerung und 8,20 % der Familien lebten unterhalb der Armutsgrenze. 14,30 % davon waren unter 18 Jahre und 8,80 % waren 65 Jahre oder älter.

## Geschichte
64 Bauwerke und Stätten des Countys sind im National Register of Historic Places eingetragen (Stand 2. Mai 2020).

## Orte im Carbon County
Im Carbon County liegen fünf Gemeinden, davon eine City und vier Towns. Zu Statistikzwecken führt das U.S. Census Bureau sechs Census-designated places, die dem County unterstellt sind und keine Selbstverwaltung besitzen. Diese sind wie die Unincorporated Communities gemeindefreies Gebiet.
City
| - Red Lodge |

Towns
| - Bearcreek - Bridger - Fromberg - Joliet |

Census-designated places (CDP)
| - Belfry - Boyd - Edgar | - Roberts - Roscoe - Silesia |

andere Unincorporated Communities
| - Bowler - Fox - Luther | - Rockvale - Warren - Washoe |